# Chapuisia viridiaurea
Chapuisia viridiaurea es un coleóptero de la familia Chrysomelidae. Fue descrita científicamente en 1920 por Laboissiere.